# Киселёв, Олег Иванович
Олег Иванович Киселёв (5 сентября 1945, Магнитогорск — 24 ноября 2015, Санкт-Петербург) — советский и российский ученый в области медицины и организатор здравоохранения, директор НИИ гриппа Минздрава России. Академик Российской академии наук (2013; академик РАМН с 2005). Доктор медицинских наук. Член-корреспондент РАЕН. Полный профессор университета штата Невада в США. Старший брат биотехнолога В. И. Киселёва.

## Биография
В 1968 году с отличием окончил 1-й Ленинградский медицинский институт им. академика И. П. Павлова.
В 1971 году окончил аспирантуру НИИЭМ РАМН под научным руководством члена-корреспондента АМН СССР профессора С. А. Нейфаха. Защитил кандидатскую диссертацию на тему «О ядерном и митохондриальном происхождении рибонуклеиновых кислот митохондрий».
С 1971 по 1982 работал в Научно-исследовательском институте экспериментальной медицины (НИИЭМ).
В 1982 году защитил докторскую диссертацию «Белоксинтезирующие структуры митохондрий и топография биосинтеза митохондриальных белков» по специальности «биологическая химия».
С 1983 по 1988 годы работал в учреждениях Министерства медицинской промышленности СССР. Организовал работы по клонированию и экспрессии генов человека и вирусов в дрожжевых системах, выполнены генно-инженерные проекты по конструированию суперпродуцентов альфа-2-интерферона человека, интерлейкина-2 на бактериальных и дрожжевых системах. Под руководством О. И. Киселёва были подготовлены и изданы 4 опытно-промышленных регламента на производство интерферонов, интерлейкинов, компонентов питательных сред для рекомбинантных штаммов.
С 1988 года — директор НИИ гриппа Минздрава России.
Член-корреспондент Российской академии медицинских наук по специальности «молекулярная вирусология» (2001), академик РАМН (2005).
С 2013 года — академик РАН.
Являлся председателем Проблемной комиссии Российской академии медицинских наук «Грипп и гриппоподобные инфекции», председателем Комиссии по гриппозным вакцинным и диагностическим штаммам Министерства здравоохранения и социального развития Российской Федерации, председателем Диссертационного совета, членом межведомственного научного совета Северо-Западного отделения РАМН, председателем Санкт-Петербургского отделения биохимиков и молекулярных биологов РАН.

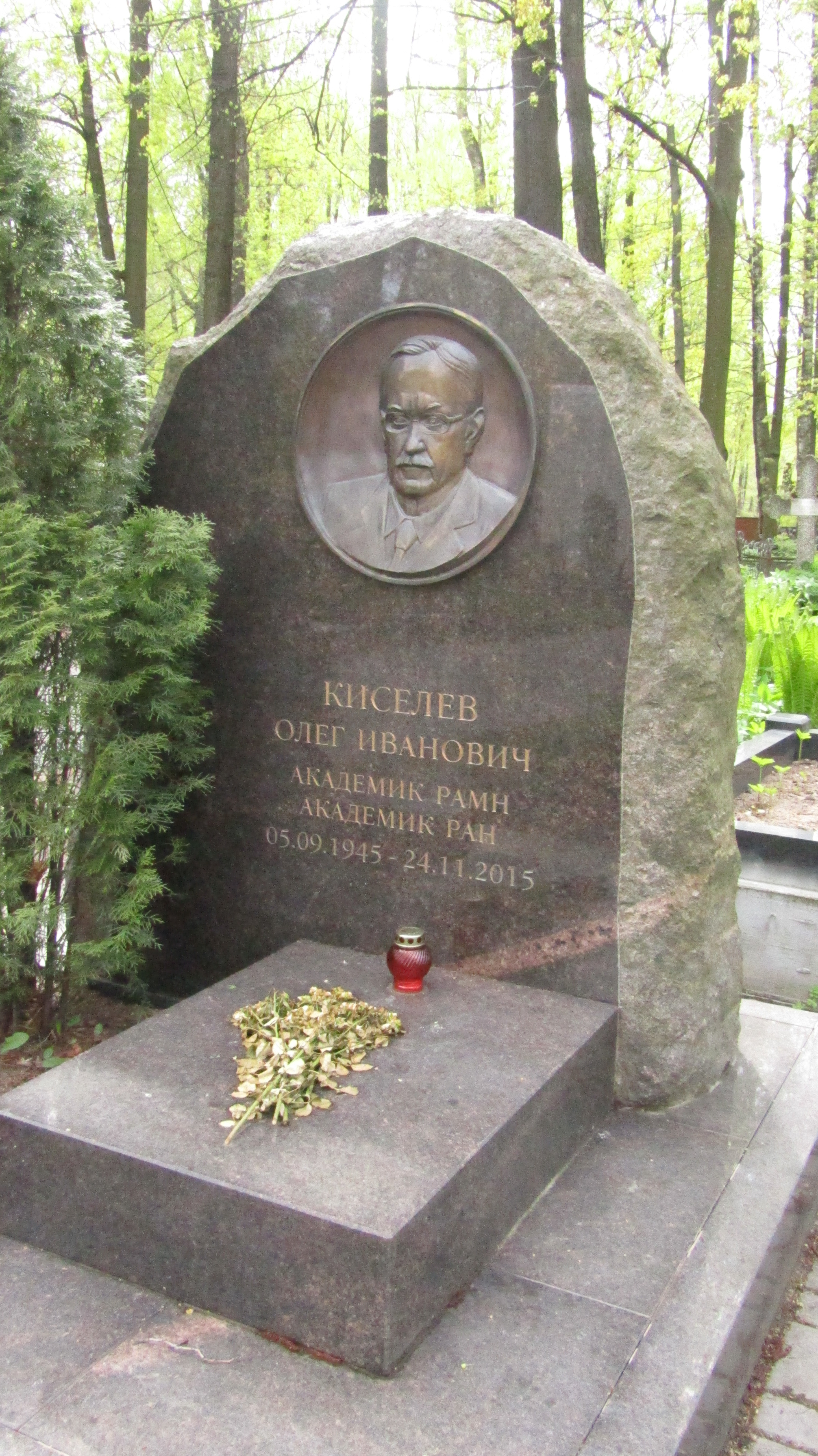
Могила Киселева О.И. Смоленское православное кладбище, Санкт-Петербург

## Научная деятельность

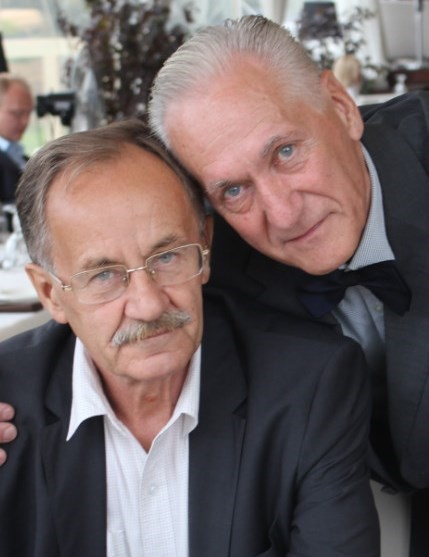
О. И. Киселёв с братом Виталием

Специалист по молекулярно-биологическим исследованиям вирусов гриппа, механизмов патогенеза гриппозной инфекции и по разработке и применению противогриппозных препаратов.
Занимался приоритетными исследованиями в области молекулярной биологии и биохимии вирусов, бактериофагов, клеток животных и человека. Под его руководством выполнены исследования по целенаправленному конструированию противовирусных препаратов ряда азоло-азинов, акридонов, фуллеренов, разработана модель для изучения токсических и апоптогенных свойств прионных белков. Внес значительный вклад в изучение трансмембранного белка М2 вируса гриппа A — определена структурная детерминация признака резистентности вирусов гриппа к ремантадину, связанная с аминокислотными заменами в гидрофобном домене белка М2.
За разработку технологии, организацию промышленного выпуска и внедрение в медицинскую практику готовых лекарственных форм нового отечественного препарата циклоферон ученому в составе авторского коллектива в 2003 году была присуждена Премия Правительства Российской Федерации в области науки и техники.

## Научные работы
Автор приблизительно 200 научных трудов, среди них 5 монографий. Имеет 11 патентов.
- Покровский В. И., Киселёв О. И., Черкасский Б. Л. Прионы и прионные болезни / Рос. акад. мед. наук. — 2-е изд. — М.: Изд-во РАМН, 2004. — 384 с. — ISBN 5-7901-0038-4.

## Награды, премии, почётные звания
- Лауреат премии Правительства Российской Федерации в области науки и техники (2003; совместно с др.) за разработку технологии, организацию промышленного выпуска и внедрение в медицинскую практику готовых лекарственных форм нового отечественного препарата «Циклоферон»[9].
- Медаль ордена «За заслуги перед Отечеством» II степени (2004)[10].
- Заслуженный деятель науки Российской Федерации (2014)[11].

## Семья
Брат — биотехнолог, член-корреспондент РАН В. И. Киселёв.
Был женат. Есть сын.

## Память
- 7 сентября 2020 года в здании НИИ гриппа Минздрава России (Санкт-Петербург) открыта памятная доска[12].
- 21 сентября 2021 года на доме, в котором он жил с 2011 по 2015 год (Каменноостровский пр., д. 65), была открыта памятная доска[13][14].